# Сильвестр (Пиновський)
Сильвестр (Пиновський) (*д/н — пом. 1722) — український церковний діяч, ректор Києво-Могилянської академії.

## Життєпис
Про дату та місце народження немає відомостей. Навчався у Києво-Могилянській академії. Протягом 1711—1717 років був професором філософії й префект Києво-могилянської академії. З 1717 року обирається ректором і професором богослов'я та ігуменом Київського Братського монастиря. Виконував ректорські обов'язки до 1721 року, але вважався незатвердженим, бо не мав благословення митрополита (якого після смерті Й. Кроковського певний час в Україні не було).
Богословський курс Помовського був подібним до системи, запровадженої Ф. Прокоповичем, але більш заглибленим у полеміку й діалектичні тонкощі. Як досвідчений богослов запрошувався на обговорення Духовного регламенту, під яким серед інших стоїть і його підпис — «Свято-Богоявленського Братського монастиря Київського віце-ректор С. Помовський» (25.01.1721).
В останній рік ректорства Помовського Москва зробила наступний крок до русифікації академії: 28 травня 1721 року отримано наказ синоду викладати в Києво-Могилянській академії латину «по толкованию и переводу российским наречием». У часи його ректорства становище Братського монастиря, як і академії, було тяжким. Втрата такого благодійника, як гетьман Іван Мазепа, давалася взнаки. Крім того, під час пожежі на Подолі у 1718 році постраждала й академія.
Після обрання Івана Скоропадського гетьманом Сильвестр Помовський неодноразово звертався до нього з клопотаннями по допомогу. Врешті, у 1720 році гетьман затвердив за Києво-Могилянською академією містечко Мотовилівку. Помер у 1722 році. Поховано Помовського у Богоявленському соборі Київського Братського монастиря.